# Андурарум
Андурарум (аккад. andurārum, шумер. amaargi) - термін, що означає «повернення до витоків», а саме повернення людей або майна до їхнього попереднього статусу. 

## В законах Хаммурапі
Заходи андураруму добре відомі з Вавилонії початку ІІ тис. до н.е., зокрема в законах Хаммурапі (XVIII ст. до н.е.), які містять приклади використання цього терміну: 
- 117 закон передбачає, що вільна людина, її дружина або діти не можуть бути примушені працювати на свого кредитора більше трьох років; на четвертий рік має відбутися їх андурарум, тобто повернення до свободи.
- 280 закон стосується випадку купця, який купує раба за кордоном і привозить його назад до Вавилонії, де його впізнає колишній власник (раба, ймовірно, було викрадено для продажу за кордон); має відбутися андурарум раба, тобто його повернення колишньому власнику, який має бути здійснений купцем безкоштовно.

Заходи андураруму часто були частиною царських указів мішаруму. Наприклад, в мішарумі Аммі-цадука, царя Вавилону (XVII ст. до н.е.), анулюються борги між приватними особами, які виникли через необхідність, а також скасовуються наслідки таких боргів: вільна людина, яка потрапила в рабство за борги, отримує андурарум (повертає собі свободу). Однак раб, проданий за борги, не є об'єктом "андураруму" (він не повертається до свого колишнього господаря).
Хоча положення законів Хаммурапі та указу Аммі-цадука стосувалися осіб, юридичні документи та листи свідчать, що ці заходи поширювалися і на майно, зокрема, на нерухомість, конфісковану або продану задешево для погашення боргу. Численні документи демонструють, що з нагоди царських указів про андурарум первісні власники майна могли повернути своє продане майно або отримати за нього додаткову плату.

## В Ассирії
Ця практика також засвідчена в написах ассирійських царів Ілушума та Ерішума I, а юридичні документи свідчать про застосування заходів андураруму в Сирії (наприклад, в Халаб, Алалах, Марі і Терка). У другій половині ІІ тис. до н.е. такі заходи відомі з Терки на середньому Євфраті та з царства Аррапха. Подібна практика існувала в хуритів під терміном kirenzi, а також у Хетському царстві, де вона позначалася як para tarnumar. Правителі все ще застосовували такі заходи, які тепер називаються durāru, в Новоассирійській імперії. Слово (an)durāru(m) споріднене з біблійним івритським dеrôr, і по суті, заходи андурарума нагадують біблійні приписи щодо шміта і ювілейних років, хоча останні, схоже, походять з незалежної традиції.